# زندان (نرماشیر)
زندان روستایی در دهستان پشت رود بخش مرکزی شهرستان نرماشیر استان کرمان ایران است.

## جمعیت
بر پایه سرشماری عمومی نفوس و مسکن در سال ۱۳۹۵ این روستا بدون جمعیت بوده‌است.